# Julio Level
Julio Level (França,  – ) foi um médico francês radicado no Brasil.
Foi eleito membro titular da Academia Nacional de Medicina em 1851, com o número acadêmico 68, na presidência de José Francisco Xavier Sigaud.